# Mindemic
Mindemic es una película italiana del 2022 escrita y dirigida por Giovanni Basso, que debuta aquí como director de un largometraje. En 2023, estuvo en competición en los premios David de Donatello.
La película fue nominada a tres Ciak de Oro, incluido el de Mejor Director Emergente, Mejor Actor Principal y Mejor Cartel de la Película.

## Trama
Nino, un director de setenta años que está a punto de dimitir, recibe una llamada de su histórico productor, Fredo, quien le encarga escribir un nuevo guion. Tras aceptar el trabajo, Nino comienza a escribir el texto utilizando su querida máquina de escribir. Inspirándose, decide realizar una película bélica épica y, para encontrar apoyo en la escritura, intenta ponerse en contacto con sus colaboradores históricos. El guionista De Paoli, que rechaza el trabajo, y el actor Giovanni Marino, que a su vez rechaza el papel que le ofrece Nino.
Transportado al acto creativo, Nino comienza a escenificar las páginas que está escribiendo en su casa, interpretando en solitario a todos los personajes de la película: un grupo de soldados que intentan salvar a una misteriosa mujer durante una guerra no especificada. Nino también recibe la visita en su casa de una mujer, una escort idéntica a su ex mujer Ángela, que lo abandonó años antes y de la que sigue enamorado. Mientras continúa escribiendo, Nino se pierde en un delirio artístico y personal, en el que los recuerdos de su vida amorosa con su esposa y los recuerdos con sus amigos y colaboradores se mezclan con los acontecimientos de la película que está escribiendo, generando un cortocircuito en él que ya no puede distinguir entre verdad y ficción.
Cuando su esposa le dice que en realidad está muerto y que todo lo que está experimentando no existe, Nino decide completar su guion de todos modos. Habiendo terminado de escribir el final, Nino se encuentra en la terraza del apartamento del que nunca ha salido. Aquí, acompañado de su esposa, no puede hacer más que abrazar su destino.

## Reparto
- Giorgio Colangeli como Nino Fontana.
- Rosanna Gentili como Angela.
- Roberto Andreucci como De Paoli.
- Paolo Gasparini como Giovanni Marino.
- Claudio Alfredo Alfonsi como Fredo.
- Rossella Gardini como Lucia.

## Producción
Durante una entrevistaBasso declaró: «Cuando escribí el guión, hace dos años, lo escribí pensando precisamente en Giorgio Colangeli, porque lo conocí cuando hicimos un cortometraje juntos, El gran presidente, en 2018... De hecho, imprimí su foto y la guardé conmigo mientras escribía. Cuando le envié el guión lo hablé con mis compañeros y dije: “Si Giorgio no quiere hacerlo o no está disponible, no puedo hacerlo. No tengo a nadie más con quien hacer esta película porque ahora sólo lo veo a él". Afortunadamente, tres días después Giorgio me llamó y me dijo que estaba entusiasmado y que tenía muchas ganas de hacerlo.»
La película fue rodada enteramente en Roma dentro de un apartamento ubicado en vía Galeazzo Alessi. Sólo se rodó una escena en el parque Giordano Sangalli en Viale dell'Acquedotto Alessandrino, uno de los tres parques públicos del barrio de Tor Pignattara.

## Promoción

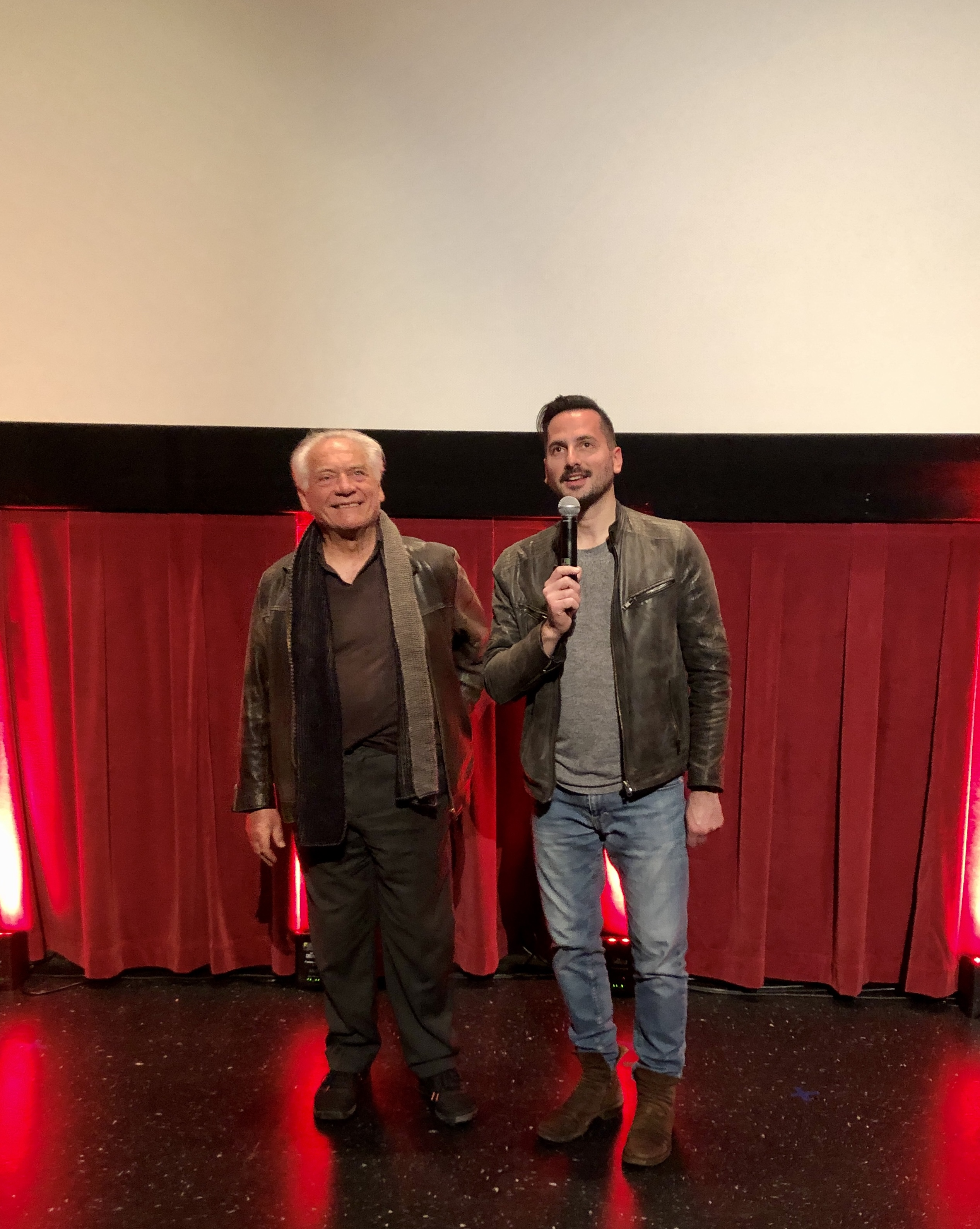
Colangeli y Basso en un evento en Los Ángeles en 2023.

El tráiler oficial de la película fue estrenada en el canal YouTube di Coming Soon el 9 de junio de 2022, mientras que se lanzó un clip promocional de la película en MYmovies el 14 de junio de 2022.

## Música
Como se indica en los créditos de la película, la banda sonora está compuesta íntegramente por música que el compositor italiano Teo Usuelli hizo para la película de 1968 La rivoluzione sessuale de Riccardo Ghione, publicado por Universal Music Group.

## Distribución
La película se estrenó en los cines italianos el 15 de junio de 2022. El 19 de septiembre de 2022 fue incluida en la lista de 12 películas italianas que compitieron por la designación del título candidato a representar a Italia en la selección para el Óscar a la mejor película internacional.

## Respuesta de la crítica
La película fue recibida positivamente por los críticos de cine.

Cuando los hilos de la mente se deshilachan, cuando memoria y acción se superponen y se confunden, sólo queda lo que estuvo allí desde el nacimiento: un recién nacido humano envuelto en un cielo azul en la terraza de una nueva mirada, o al menos eso parece. Ahora lo único que le queda a Nino, en la confusa oscuridad, es un dulce balanceo. Una vez más, primitivos de una nueva era, en la que el contagio desaparece pero la infinita difusión de su idea permanece, deportados en un nuevo viaje, en un mundo con nuevas reglas y cada vez menos seguro. ¿Cómo éramos cuando éramos hombres?
Leonardo Lardieri, Sentieri Selvaggi, 15 Junio 2022

Giovanni Basso, para su Mindemic, apuesta todo por la interpretación actoral de un intérprete como Giorgio Colangeli, llevándose a casa una victoria. Colangeli es la columna vertebral de la película, apoyado por su físico que reina, compartiendo muy raramente la pantalla con los demás protagonistas. Es él quien mueve los hilos de la historia, convirtiéndose en personaje y Demiurgo, dando ligereza a un largometraje que, por lo demás, ha hecho de la claustrofobia –mental y física– su rasgo distintivo.
Lucia Mancini, Cinematographe.it, 16 Junio 2022

Estructurada como una metáfora de la vida creativa del artista, la obra concebida durante el encierro, de la que hereda las sensaciones de coacción y desorientación, se convierte en una historia universal sobre la inseguridad y el concepto de abandono de los esquemas compositivos tradicionales. El desapego de la norma también se pone de relieve por la elección del director de rodar íntegramente con un iPhone, explotando así las posibilidades técnico-artísticas del medio, como la libertad de acción y la agilidad de disparo [...]
Miriam Raccosta, Rivista del cinematografo, 15 Junio 2022

## Nominaciones
- 2022
  - Ciak de Oro al Mejor Director Emergente
  - Ciak de Oro al Mejor Actor Principal
  - Ciak de Oro al Mejor Cartel de la Película

## Premios
- 2023
  - Los Angeles Italia Film Festival - Premio L.A. ITALIA a la Mejor Película[8]